# Paracteocina vitjazi
Paracteocina vitjazi is een slakkensoort uit de familie van de Cylichnidae. De wetenschappelijke naam van de soort is voor het eerst geldig gepubliceerd in 1966 door Minichev.